# Aérodrome de Hartley Bay
L'aérodrome de Hartley Bay est un aérodrome situé en Colombie-Britannique, au Canada.